# Papyrusar
Papyrusar eller skärmagssläktet (Cyperus) är ett släkte i familjen halvgräs med cirka 600 arter i tempererade och tropiska områden över hela jorden. 

## Dottertaxa till släktet, i alfabetisk ordning[1]
- Cyperus absconditicoronatus
- Cyperus acuminatus
- Cyperus afroalpinus
- Cyperus afrodunensis
- Cyperus afroechinatus
- Cyperus afromontanus
- Cyperus afrovaricus
- Cyperus aggregatus
- Cyperus ajax
- Cyperus alaticaulis
- Cyperus albopilosus
- Cyperus albopurpureus
- Cyperus albosanguineus
- Cyperus albostriatus
- Cyperus albus
- Cyperus algeriensis
- Cyperus almensis
- Cyperus alopecuroides
- Cyperus alterniflorus
- Cyperus alternifolius
- Cyperus altochrysocephalus
- Cyperus altomicroglumis
- Cyperus altsonii
- Cyperus alulatus
- Cyperus alvesii
- Cyperus amabilis
- Cyperus amauropus
- Cyperus amuricus
- Cyperus anderssonii
- Cyperus androhibensis
- Cyperus angolensis
- Cyperus angustatus
- Cyperus anisitsii
- Cyperus ankaizinensis
- Cyperus ankaratrensis
- Cyperus antillanus
- Cyperus appendiculatus
- Cyperus aquatilis
- Cyperus arenarius
- Cyperus armstrongii
- Cyperus arsenei
- Cyperus articulatus
- Cyperus astartodes
- Cyperus aster
- Cyperus aterrimus
- Cyperus atkinsonii
- Cyperus atractocarpus
- Cyperus aucheri
- Cyperus aureoalatus
- Cyperus aureobrunneus
- Cyperus auriculatus
- Cyperus aurifer
- Cyperus austrochrysanthus
- Cyperus babakan
- Cyperus balfourii
- Cyperus baobab
- Cyperus baoulensis
- Cyperus baronii
- Cyperus bellus
- Cyperus benadirensis
- Cyperus bernieri
- Cyperus berroi
- Cyperus betafensis
- Cyperus betchei
- Cyperus beyrichii
- Cyperus bifolius
- Cyperus blakeanus
- Cyperus blysmoides
- Cyperus boreobellus
- Cyperus boreochrysocephalus
- Cyperus boreohemisphaericus
- Cyperus bowmanii
- Cyperus breedlovei
- Cyperus breviculmis
- Cyperus brumadoi
- Cyperus brunneofibrosus
- Cyperus brunnescens
- Cyperus bulamensis
- Cyperus bulbosus
- Cyperus burkartii
- Cyperus caesius
- Cyperus calderoniae
- Cyperus camphoratus
- Cyperus cancrorum
- Cyperus canus
- Cyperus capensis
- Cyperus capitatus
- Cyperus carinatus
- Cyperus castaneobellus
- Cyperus castaneus
- Cyperus cearaensis
- Cyperus celans
- Cyperus cellulosoreticulatus
- Cyperus centralis
- Cyperus cephalanthus
- Cyperus cephalotes
- Cyperus chaetophyllus
- Cyperus chalaranthus
- Cyperus chamaecephalus
- Cyperus chermezonianus
- Cyperus chersinus
- Cyperus chevalieri
- Cyperus chinsalensis
- Cyperus chionocephalus
- Cyperus chlorocephalus
- Cyperus chordorrhizus
- Cyperus chorisanthos
- Cyperus chrysocephalus
- Cyperus ciliatus
- Cyperus cinereobrunneus
- Cyperus clarkei
- Cyperus clarus
- Cyperus clavinux
- Cyperus columbiensis
- Cyperus colymbetes
- Cyperus commixtus
- Cyperus compactus
- Cyperus compressus
- Cyperus concinnus
- Cyperus confertus
- Cyperus congensis
- Cyperus congestus
- Cyperus conglomeratus
- Cyperus conicus
- Cyperus consors
- Cyperus constanzae
- Cyperus coriifolius
- Cyperus cornelii-ostenii
- Cyperus coronarius
- Cyperus correllii
- Cyperus corymbosus
- Cyperus costaricensis
- Cyperus cracens
- Cyperus crassipes
- Cyperus cremeomariscus
- Cyperus crispulus
- Cyperus cristulatus
- Cyperus croceus
- Cyperus cruentus
- Cyperus crypsoides
- Cyperus cundudoensis
- Cyperus cunninghamii
- Cyperus curvistylis
- Cyperus cuspidatus
- Cyperus cylindrostachyus
- Cyperus cymulosus
- Cyperus cyperinus
- Cyperus cyperoides
- Cyperus cyprius
- Cyperus dactyliformis
- Cyperus dactylotes
- Cyperus davidsei
- Cyperus deamii
- Cyperus debilis
- Cyperus debilissimus
- Cyperus deciduus
- Cyperus decompositus
- Cyperus densibulbosus
- Cyperus dentatus
- Cyperus dentoniae
- Cyperus denudatus
- Cyperus derreilema
- Cyperus diamantinus
- Cyperus dianae
- Cyperus dichromeniformis
- Cyperus dichromus
- Cyperus dichrostachyus
- Cyperus dietrichiae
- Cyperus difformis
- Cyperus diffusus
- Cyperus digitatus
- Cyperus dilatatus
- Cyperus dioicus
- Cyperus dipsaceus
- Cyperus disjunctus
- Cyperus distans
- Cyperus distinctus
- Cyperus diurensis
- Cyperus diwakarii
- Cyperus dives
- Cyperus drakensbergensis
- Cyperus dregeanus
- Cyperus drummondii
- Cyperus dubius
- Cyperus duclouxii
- Cyperus dunensis
- Cyperus duripes
- Cyperus durus
- Cyperus eboracensis
- Cyperus echinatus
- Cyperus eglobosus
- Cyperus ekmanii
- Cyperus elatus
- Cyperus elegans
- Cyperus elephantinus
- Cyperus endlichii
- Cyperus enervis
- Cyperus entrerianus
- Cyperus ephemerus
- Cyperus eragrostis
- Cyperus eremicus
- Cyperus erythrorrhizos
- Cyperus esculentus
- Cyperus exaltatus
- Cyperus exilis
- Cyperus expansus
- Cyperus familiaris
- Cyperus fastigiatus
- Cyperus fauriei
- Cyperus feani
- Cyperus felipponei
- Cyperus fendlerianus
- Cyperus ferrugineoviridis
- Cyperus fertilis
- Cyperus filiculmis
- Cyperus filifolius
- Cyperus filiformis
- Cyperus filipes
- Cyperus fischerianus
- Cyperus fissus
- Cyperus flaccidus
- Cyperus flavoculmis
- Cyperus flexuosus
- Cyperus floribundus
- Cyperus floridanus
- Cyperus foliaceus
- Cyperus forskalianus
- Cyperus friburgensis
- Cyperus fucosus
- Cyperus fulgens
- Cyperus fuligineus
- Cyperus fulvoalbescens
- Cyperus fulvus
- Cyperus fuscescens
- Cyperus fuscovaginatus
- Cyperus fuscus
- Cyperus gardneri
- Cyperus gayi
- Cyperus giganteus
- Cyperus gigantobulbes
- Cyperus gilesii
- Cyperus glaber
- Cyperus glaucophyllus
- Cyperus glomeratus
- Cyperus graciliculmis
- Cyperus gracilis
- Cyperus granatensis
- Cyperus grandibulbosus
- Cyperus grandifolius
- Cyperus grandis
- Cyperus grandisimplex
- Cyperus granitophilus
- Cyperus grayi
- Cyperus grayioides
- Cyperus grossianus
- Cyperus gubanii
- Cyperus guianensis
- Cyperus gunnii
- Cyperus gymnocaulos
- Cyperus gypsophilus
- Cyperus gyraudinii
- Cyperus haematocephalus
- Cyperus haematodes
- Cyperus hainanensis
- Cyperus hakonensis
- Cyperus hamulosus
- Cyperus harrisii
- Cyperus haspan
- Cyperus hayesii
- Cyperus helferi
- Cyperus hemisphaericus
- Cyperus hensii
- Cyperus hermaphroditus
- Cyperus hesperius
- Cyperus heterocladus
- Cyperus hieronymi
- Cyperus hilairenus
- Cyperus hilgendorfianus
- Cyperus hillebrandii
- Cyperus hirtellus
- Cyperus holoschoenus
- Cyperus holostigma
- Cyperus holstii
- Cyperus hoppiifolius
- Cyperus houghtonii
- Cyperus humilis
- Cyperus hypochlorus
- Cyperus hypopitys
- Cyperus hystricinus
- Cyperus imbecillis
- Cyperus imbricatus
- Cyperus impolitus
- Cyperus impubes
- Cyperus inaequalis
- Cyperus incompressus
- Cyperus incomtus
- Cyperus indecorus
- Cyperus infucatus
- Cyperus inops
- Cyperus insidiosus
- Cyperus insularis
- Cyperus intricatus
- Cyperus involucratus
- Cyperus iria
- Cyperus isabellinus
- Cyperus ischnos
- Cyperus ivohibensis
- Cyperus ixiocarpus
- Cyperus javanicus
- Cyperus jeminicus
- Cyperus juncelliformis
- Cyperus kabarensis
- Cyperus kaessneri
- Cyperus kappleri
- Cyperus karisimbiensis
- Cyperus karlschumannii
- Cyperus karthikeyanii
- Cyperus kasamensis
- Cyperus kerstenii
- Cyperus kibweanus
- Cyperus kilimandscharicus
- Cyperus kipasensis
- Cyperus kirkii
- Cyperus kituiensis
- Cyperus koyaliensis
- Cyperus kurzii
- Cyperus kwaleensis
- Cyperus kyllingiformis
- Cyperus lacunosus
- Cyperus laeteflorens
- Cyperus laetus
- Cyperus laevigatus
- Cyperus laevis
- Cyperus lancastriensis
- Cyperus lateriticus
- Cyperus latifolius
- Cyperus latzii
- Cyperus laxiflorus
- Cyperus laxispicatus
- Cyperus laxus
- Cyperus lecontei
- Cyperus leiocaulon
- Cyperus lentiginosus
- Cyperus leptocladus
- Cyperus leucocephalus
- Cyperus lhotskyanus
- Cyperus ligularis
- Cyperus limiticola
- Cyperus limosus
- Cyperus linearispiculatus
- Cyperus locuples
- Cyperus longifolius
- Cyperus longiinvolucratus
- Cyperus longispicula
- Cyperus longistylus
- Cyperus longus
- Cyperus lucidus
- Cyperus luerssenii
- Cyperus lundellii
- Cyperus lupulinus
- Cyperus luteus
- Cyperus luzulae
- Cyperus macer
- Cyperus macropachycephalus
- Cyperus macrophyllus
- Cyperus macrorrhizus
- Cyperus maculatus
- Cyperus maderaspatanus
- Cyperus majungensis
- Cyperus malaccensis
- Cyperus mangorensis
- Cyperus manimae
- Cyperus mapanioides
- Cyperus maranguensis
- Cyperus margaritaceus
- Cyperus marginatus
- Cyperus marlothii
- Cyperus marojejyensis
- Cyperus marquisensis
- Cyperus matagoroensis
- Cyperus matudae
- Cyperus mauretaniensis
- Cyperus medusaeus
- Cyperus meeboldii
- Cyperus megalanthus
- Cyperus meistostylus
- Cyperus meridionalis
- Cyperus mesochorus
- Cyperus meyenianus
- Cyperus meyerianus
- Cyperus michelianus
- Cyperus michoacanensis
- Cyperus micrantherus
- Cyperus microbolbos
- Cyperus microbrunneus
- Cyperus microcephalus
- Cyperus microcristatus
- Cyperus microglumis
- Cyperus microiria
- Cyperus micromariscus
- Cyperus micromedusaeus
- Cyperus micropelophilus
- Cyperus microumbellatus
- Cyperus miliifolius
- Cyperus mirus
- Cyperus mitis
- Cyperus mogadoxensis
- Cyperus molliglumis
- Cyperus mollipes
- Cyperus monospermus
- Cyperus moutona
- Cyperus mudugensis
- Cyperus multifolius
- Cyperus multinervatus
- Cyperus multispicatus
- Cyperus multispiceus
- Cyperus mundulus
- Cyperus muniziae
- Cyperus mutisii
- Cyperus mwinilungensis
- Cyperus myrmecias
- Cyperus nanellus
- Cyperus nanus
- Cyperus natalensis
- Cyperus nayaritensis
- Cyperus nduru
- Cyperus nemoralis
- Cyperus neoguinensis
- Cyperus neokunthianus
- Cyperus nervosostriatus
- Cyperus nigrofuscus
- Cyperus niigatensis
- Cyperus nipponicus
- Cyperus niveoides
- Cyperus niveus
- Cyperus noeanus
- Cyperus nutans
- Cyperus nyassensis
- Cyperus nyererei
- Cyperus obbiadensis
- Cyperus oblongoincrassatus
- Cyperus obtusus
- Cyperus ochraceus
- Cyperus odoratus
- Cyperus ohwii
- Cyperus onerosus
- Cyperus orgadophilus
- Cyperus ornatus
- Cyperus orthostachyus
- Cyperus ossicaulis
- Cyperus owanii
- Cyperus ovatus
- Cyperus oxycarpus
- Cyperus oxylepis
- Cyperus pachycephalus
- Cyperus pacificus
- Cyperus palianparaiensis
- Cyperus pallidicolor
- Cyperus panamensis
- Cyperus pandanophyllum
- Cyperus pangorei
- Cyperus paniceus
- Cyperus pannonicus
- Cyperus paolii
- Cyperus papyrus
- Cyperus parishii
- Cyperus pearcei
- Cyperus pectinatus
- Cyperus pedunculosus
- Cyperus pendulus
- Cyperus penicillatus
- Cyperus pennatiformis
- Cyperus pennellii
- Cyperus pentabracteatus
- Cyperus penzoanus
- Cyperus perangustus
- Cyperus perennis
- Cyperus permacer
- Cyperus pernambucensis
- Cyperus perrieri
- Cyperus phaeolepis
- Cyperus phillipsiae
- Cyperus phleoides
- Cyperus picardae
- Cyperus pilosulus
- Cyperus pilosus
- Cyperus pinetorum
- Cyperus planifolius
- Cyperus plantaginifolius
- Cyperus plateilema
- Cyperus platycaulis
- Cyperus platyphyllus
- Cyperus platystylis
- Cyperus plukenetii
- Cyperus pluribracteatus
- Cyperus pluricephalus
- Cyperus plurinervosus
- Cyperus podocarpus
- Cyperus poecilus
- Cyperus poeppigii
- Cyperus pohlii
- Cyperus polyanthelus
- Cyperus portae-tartari
- Cyperus praemorsus
- Cyperus pratensis
- Cyperus procerus
- Cyperus prolifer
- Cyperus prolixus
- Cyperus psammophilus
- Cyperus pseuderemicus
- Cyperus pseudobrunneus
- Cyperus pseudodistans
- Cyperus pseudopetiolatus
- Cyperus pseudopilosus
- Cyperus pseudosomaliensis
- Cyperus pseudothyrsiflorus
- Cyperus pseudovegetus
- Cyperus pseudovestitus
- Cyperus pubens
- Cyperus pulchellus
- Cyperus pulcher
- Cyperus pulcherrimus
- Cyperus pulguerensis
- Cyperus pulicaris
- Cyperus purpureoviridis
- Cyperus pustulatus
- Cyperus pycnostachyus
- Cyperus radians
- Cyperus ramosus
- Cyperus rapensis
- Cyperus recurvispicatus
- Cyperus redolens
- Cyperus reduncus
- Cyperus reflexus
- Cyperus refractus
- Cyperus regiomontanus
- Cyperus rehmii
- Cyperus remotispicatus
- Cyperus remotus
- Cyperus renschii
- Cyperus retroflexus
- Cyperus retrofractus
- Cyperus retrorsus
- Cyperus rheophyticus
- Cyperus rhynchosporoides
- Cyperus rigens
- Cyperus rigidellus
- Cyperus rigidifolius
- Cyperus robinsonii
- Cyperus rockii
- Cyperus rohlfsii
- Cyperus rotundus
- Cyperus rubicundus
- Cyperus rufostriatus
- Cyperus rupestris
- Cyperus rupicola
- Cyperus sahelii
- Cyperus sandwicensis
- Cyperus sanguineoater
- Cyperus sartorii
- Cyperus scaber
- Cyperus scabricaulis
- Cyperus scariosus
- Cyperus schaffneri
- Cyperus schimperianus
- Cyperus schinzii
- Cyperus schlechteri
- Cyperus schoenomorphus
- Cyperus schomburgkianus
- Cyperus schweinfurthii
- Cyperus schweinitzii
- Cyperus sciaphilus
- Cyperus scleropodus
- Cyperus sculptus
- Cyperus secubans
- Cyperus seemannianus
- Cyperus semifertilis
- Cyperus semiochraceus
- Cyperus semitrifidus
- Cyperus sensilis
- Cyperus serotinus
- Cyperus seslerioides
- Cyperus setigerus
- Cyperus sexangularis
- Cyperus sexflorus
- Cyperus sharonensis
- Cyperus sharpei
- Cyperus sieberianus
- Cyperus sikkimensis
- Cyperus silletensis
- Cyperus simaoensis
- Cyperus simplex
- Cyperus solidifolius
- Cyperus solidus
- Cyperus somalidunensis
- Cyperus somaliensis
- Cyperus soongoricus
- Cyperus sordidus
- Cyperus soyauxii
- Cyperus spectabilis
- Cyperus sphacelatus
- Cyperus sphaerocephalus
- Cyperus sphaeroideus
- Cyperus sphaerolepis
- Cyperus sphaerospermus
- Cyperus splendens
- Cyperus sporobolus
- Cyperus squarrosus
- Cyperus steadii
- Cyperus stenophyllus
- Cyperus stoloniferus
- Cyperus stradbrokensis
- Cyperus stramineoferrugineus
- Cyperus strigosus
- Cyperus subaequalis
- Cyperus subbadius
- Cyperus subcaracasanus
- Cyperus subcastaneus
- Cyperus subfuscus
- Cyperus submicrolepis
- Cyperus subpapuanus
- Cyperus subtenax
- Cyperus subtenuis
- Cyperus subtilis
- Cyperus subulatus
- Cyperus surinamensis
- Cyperus swartzii
- Cyperus svensonii
- Cyperus szechuanensis
- Cyperus tabina
- Cyperus tabularis
- Cyperus tacnensis
- Cyperus tanganyicanus
- Cyperus tanyphyllus
- Cyperus tatandaensis
- Cyperus tempeae
- Cyperus tenax
- Cyperus tenerrimus
- Cyperus tenuiculmis
- Cyperus tenuis
- Cyperus tenuispica
- Cyperus tenuispiculatus
- Cyperus tetracarpus
- Cyperus tetragonus
- Cyperus tetraphyllus
- Cyperus textilis
- Cyperus thomsonii
- Cyperus thorelii
- Cyperus thorncroftii
- Cyperus thunbergii
- Cyperus thyrsiflorus
- Cyperus tomaiophyllus
- Cyperus tonkinensis
- Cyperus trachysanthos
- Cyperus trailii
- Cyperus trialatus
- Cyperus trichodes
- Cyperus trigonellus
- Cyperus trinervis
- Cyperus trisulcus
- Cyperus turbatus
- Cyperus turrialbanus
- Cyperus turrillii
- Cyperus tweediei
- Cyperus uncinulatus
- Cyperus undulatus
- Cyperus unicolor
- Cyperus unifolius
- Cyperus unispicatus
- Cyperus urbanii
- Cyperus usitatus
- Cyperus ustulatus
- Cyperus vaginatus
- Cyperus wallichianus
- Cyperus vandervekenii
- Cyperus varicus
- Cyperus ventricosus
- Cyperus vestitus
- Cyperus whitmeei
- Cyperus victoriensis
- Cyperus wilburii
- Cyperus virens
- Cyperus viscidulus
- Cyperus wissmannii
- Cyperus volckmannii
- Cyperus volodia
- Cyperus vorsteri
- Cyperus xanthostachyus
- Cyperus xerophilus
- Cyperus yadavii
- Cyperus zanzibarensis
- Cyperus zollingeri
- Cyperus zollingerioides